# Pont de Crimée
Pour les ponts reliant le nord de la Crimée, voir Détroit de Tchonhar. Pour le pont de Paris, voir pont levant de la rue de Crimée.
Le pont de Crimée (en russe : Крымский мост, Krymski Most ; en ukrainien : Кримський міст, Krymskyï Mist), appelé aussi pont du détroit de Kertch, est un pont double qui franchit le détroit de Kertch, entre la péninsule de Kertch, en Crimée, à l'ouest, et la péninsule de Taman, dans le kraï de Krasnodar, en Russie, à l'est. Les deux ponts qui le composent sont parallèles ; l'un supporte quatre voies autoroutières et l'autre une double voie ferroviaire. Avec ses 18 km de long, c'est le pont le plus long d'Europe.
Cet ouvrage d'art est inauguré en deux temps par le président russe Vladimir Poutine, le 15 mai 2018 pour le pont routier et le 23 décembre 2019 pour le pont ferroviaire.
Le 8 octobre 2022, le trafic sur le pont de Crimée est interrompu après une explosion ayant provoqué un incendie du pont ferroviaire et l'effondrement d'une partie du pont routier. Dans le contexte de la guerre russo-ukrainienne (annexion de la Crimée par la Russie en 2014 et invasion de l'Ukraine par la Russie en 2022), les médias russes attribuent cet incident à une attaque du SBU ukrainien.
Le 17 juillet 2023, de nouvelles explosions touchent le pont routier ; il est fait état de l'effondrement d'une de ses sections.
Le 3 juin 2025, l'Ukraine fait à nouveau exploser une bombe, sous l'eau à la base d'un pilier du pont routier. Le pont n'est alors plus accessible aux véhicules de plus d'1,5 tonne.

## Historique

### Pendant la Seconde Guerre mondiale

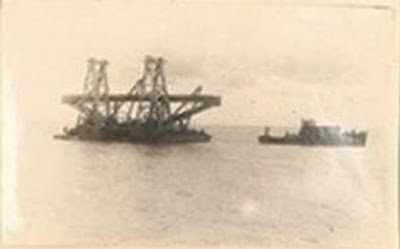
Une pile du pont construit après la libération de la Crimée en 1944.

Le 7 mars 1943, Hitler ordonne la construction d'un pont routier et ferroviaire au-dessus du détroit de Kertch, qui doit être édifié en 6 mois. L'organisation Todt commence les travaux en avril 1943, mais dès le 1er septembre 1943, de puissants bombardements forcent l'arrêt des travaux. Seul un tiers de l'ouvrage prévu avait alors été construit. Dans le cadre de la retraite allemande, le pont est alors dynamité.
Un premier pont sur ce détroit est construit durant l'été 1944, après la libération de la Crimée par l'Armée rouge, en utilisant en partie les matériaux laissés par l'organisation Todt. Ce pont est détruit par la glace lors de la débâcle six mois après sa mise en service, faute d'épis lors de sa construction.

### Projets ultérieurs
Si plusieurs propositions sont faites sous l'URSS, notamment dans les années 1960, aucune n'est sérieusement étudiée.
L'idée d’un pont sur le détroit de Kertch resurgit après la dislocation de l'URSS. Le 25 avril 2010, les chefs d'État ukrainien Viktor Ianoukovytch et russe Dmitri Medvedev signent un accord autorisant la construction du pont du détroit de Kertch,.
La suspension de la signature de l'accord d'association entre l'Ukraine et l'Union européenne en novembre 2013 entraîne un regain d'intérêt pour le projet de pont. À la fin janvier 2014, les gouvernements ukrainien et russe décident qu'une nouvelle société conjointe devrait être chargée de la construction. La société russe Rosavtodor (en russe : Росавтодор) serait alors chargée de son exploitation. On estime alors la durée des travaux de construction à cinq ans pour un prix compris entre 1,5 et 3 milliards de dollars.

### Pont actuel

#### Construction
En mars 2014, à la suite de la crise de Crimée et de l'annexion de la Crimée par la fédération de Russie, la Russie annonce son intention de construire le pont. Le projet est doté d'un budget plafonné à 228,3 milliards de roubles, soit environ 2,9 milliards d'euros et 3 milliards de dollars,. Le chantier est confié le 30 janvier 2015 à Stroïgazmontaj, une entreprise russe spécialisée dans la construction et dirigée par Arkadi Rotenberg.
La construction du double pont — un pont routier à 2 × 2 voies et un pont ferroviaire à deux voies —, commence en février 2016. Malgré les sanctions internationales, les travaux progressent rapidement et son achèvement a lieu en fin 2019. Ce pont est également un projet symbolique, destiné à matérialiser le rattachement de la Crimée à la Russie ; les ouvriers y travaillent par rotations de 24 heures par jour afin de tenir les délais, et la construction se veut entièrement russe.
La traversée, qui passe notamment par l'île de Touzla, a une longueur de 19 kilomètres, pour une hauteur du tablier maximale de 35 mètres.
À partir de mars 2014, l'Union européenne et les États-Unis décident de sanctions en lien avec la crise de Crimée, étendues depuis aux entreprises participant à la construction du pont de Crimée. En septembre 2017, l'annonce que deux sociétés néerlandaises ont contribué à la construction du pont fait débat. Selon les juristes spécialistes du domaine, la participation, même indirecte, d'une entreprise néerlandaise à la construction de ce pont est en effet une violation des sanctions. Le parquet néerlandais ouvre en mai 2018 une enquête visant sept entreprises nationales soupçonnées de violation des sanctions.
En novembre 2018, le service de presse du pont annonce que la découverte d'un site archéologique hellénique sur le trajet de la voie ferroviaire projetée nécessite de dévier le tracé dans les environs de Kertch afin de protéger le site[réf. souhaitée].

#### Ouverture
Le pont routier est inauguré le 15 mai 2018 par Vladimir Poutine, président de la fédération de Russie. L’ouverture à la circulation routière a lieu le lendemain, le 16 mai 2018 pour les véhicules légers et les autocars, et en octobre 2018 pour les poids lourds.
L’inauguration du pont ferroviaire a lieu le 23 décembre 2019.

#### Infrastructures
L’autoroute de Tauride, d’une longueur totale de 258 km, dont la mise en service complète est prévue en 2023, doit relier le pont de Crimée à Sébastopol, via Kertch, Théodosie, Belogorsk, Simferopol et Bakhtchissaraï.[réf. nécessaire]
Le pont ferroviaire reçoit la voie ferrée reliant la gare de Baherove à la gare du port à Taman, il réduit ainsi le temps de trajet des trains de voyageurs de Moscou à Simferopol de deux jours à dix-huit heures.

#### Conséquences sur le trafic maritime
Les arches du pont de Crimée ne permettent pas le passage de navires ayant plus de 33 mètres de tirant d'air. Cette limitation exclut les navires de type Panamax dépassant cette hauteur qui représentaient auparavant 20 % du trafic vers les ports ukrainiens de Berdiansk et de Marioupol par lesquels transitent une grande partie des exportations céréalières et quasiment tout le trafic sidérurgique provenant du Donbass, le cœur économique de l'Ukraine. En 2018, le port de Marioupol voit son trafic diminuer de 27 %.

#### Attaque de 2022
Le 17 août 2022, durant l'Invasion de l'Ukraine par la Russie, le conseiller de la présidence ukrainienne Mykhaïlo Podoliak menace d'attaquer le pont de Kertch, le considérant comme une cible militaire légitime, et déclare : « Ce pont est une structure illégale et l'Ukraine n'a pas donné sa permission pour sa construction. Il porte préjudice à l'écologie de la péninsule et doit donc être démantelé. Peu importe comment : volontairement ou non. »
Le 8 octobre, le lendemain de l'anniversaire de Vladimir Poutine, après avoir évoqué « une citerne de carburant » qui aurait pris feu sur le pont de Kertch, les agences de presse russes indiquent, par l'intermédiaire du Comité national antiterroriste russe :

« Aujourd'hui à 6 h 7 (3 h 7 GMT) sur la partie routière du pont de Crimée... a eu lieu l'explosion d'un camion piégé, qui a entraîné l'incendie de sept wagons-citernes qui allaient vers la Crimée. »

 Des vidéos montrent le pont de Crimée en partie effondré et l'incendie de sept wagons-citernes d'essence. Un camion piégé est à l'origine des destructions. Vladimir Poutine demande une enquête pour déterminer l'origine des faits,. Le pont sert notamment au transport d'équipement militaire pour l'armée russe combattant en Ukraine,. Une des deux double-voies routières est en partie effondrée et la voie ferroviaire est plus modérément endommagée, situation qui dans un premier temps paralyse totalement le trafic sur les deux ponts. Néanmoins, la circulation routière reprend en fin d'après-midi pour les véhicules légers, et la circulation ferroviaire dans la soirée. Les poids-lourds ne peuvent emprunter le pont avant décembre 2022.

#### Attaque de 2023
Le 17 juillet 2023, Sergueï Aksionov, le gouverneur russe de la péninsule de Crimée, indique : « La circulation a été interrompue sur le pont de Crimée. Une urgence s'est produite dans la zone du 145e pilier depuis le territoire de Krasnodar. Les forces de l'ordre et tous les services compétents sont à pied d'œuvre ».
The Kyiv Independent rapporte que des médias russes font état de deux attaques nocturnes sur le pont de Crimée, la première à 3 h 4 et la seconde à 3 h 20, que la circulation est interrompue et que deux personnes ont été tuées et une blessée,,,,. L'attaque aurait été opérée par la marine ukrainienne et les Services de sécurité ukrainiens (SBU) avec des drones navals,,.
La circulation sur le pont a été bloquée le 27 juin 2024 par une attaque cyber ukrainienne.

#### Attaque de 2025
Le 3 juin 2025, le service de sécurité ukrainien (SBU) annonce avoir fait sauter des explosifs sous-marins au niveau d'« au moins une » des piles du pont routier. La quantité d'explosifs utilisée, selon le SBU est de 1 100 kg équivalent TNT.
Le pont routier est depuis interdit à la circulation des véhicules de plus d'1,5 tonne. Des mesures de sécurité sont prises dont  des fouilles systématiques, ce qui  entraîne de longues attentes avant de traverser. La liaison par ferry entre les ports de Krym et de Kavkaz est réactivée.

## Galerie d'images

Carte du pont avec l'île de Touzla au centre.
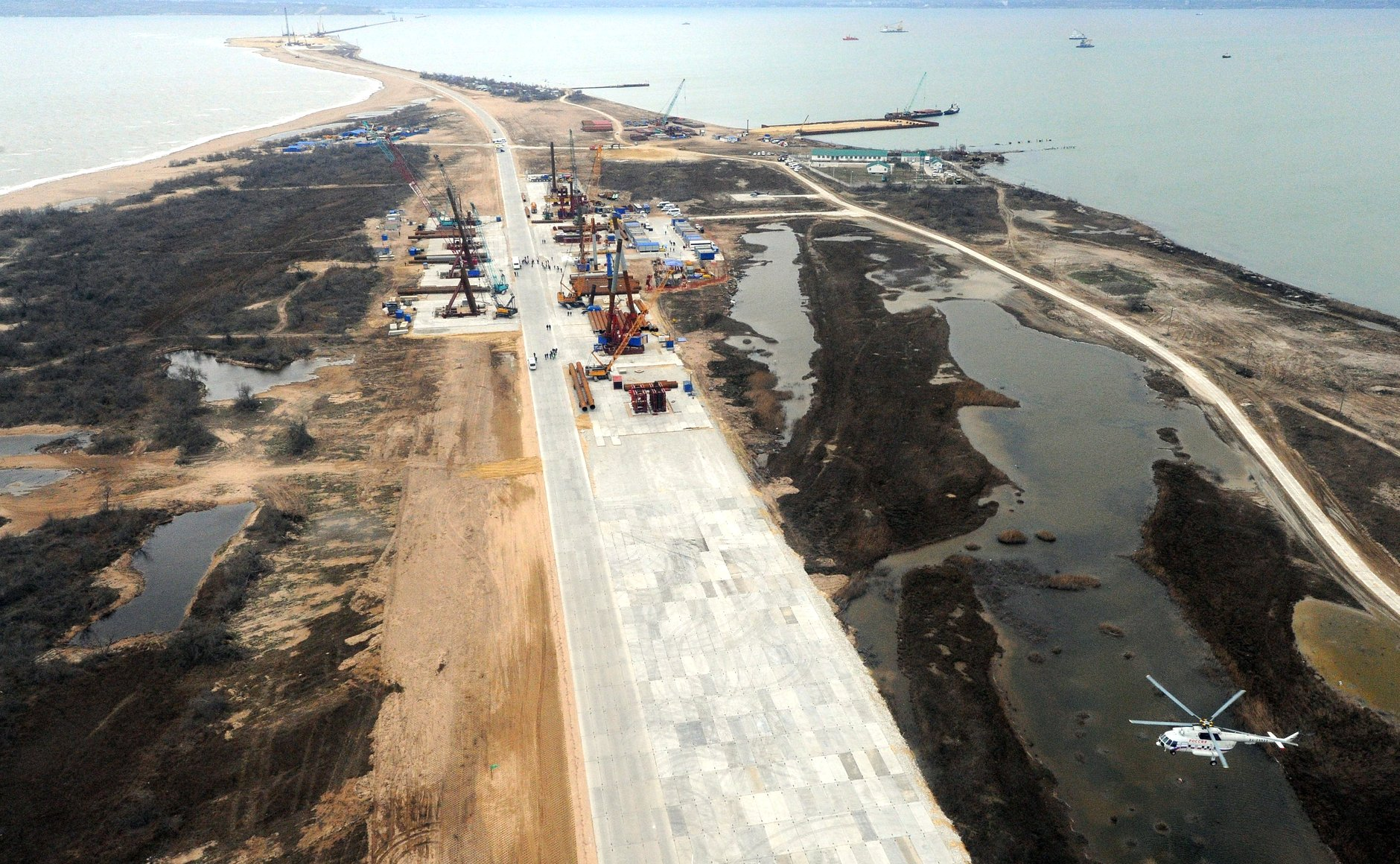
Travaux de construction du pont.
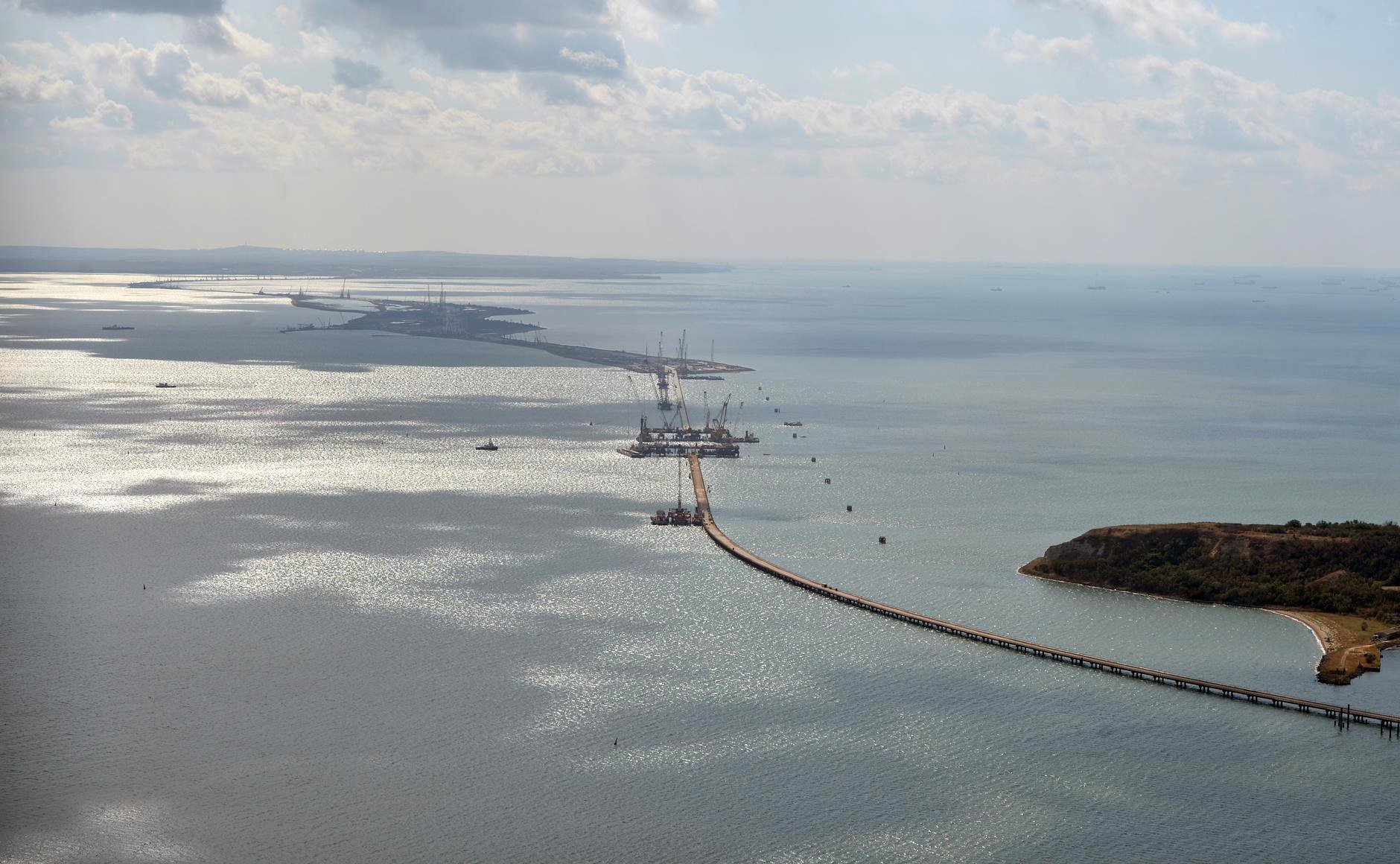
Vue aérienne des travaux de construction en septembre 2016. La Crimée est en avant-plan, l'île de Touzla au centre, la péninsule de Taman en fond.
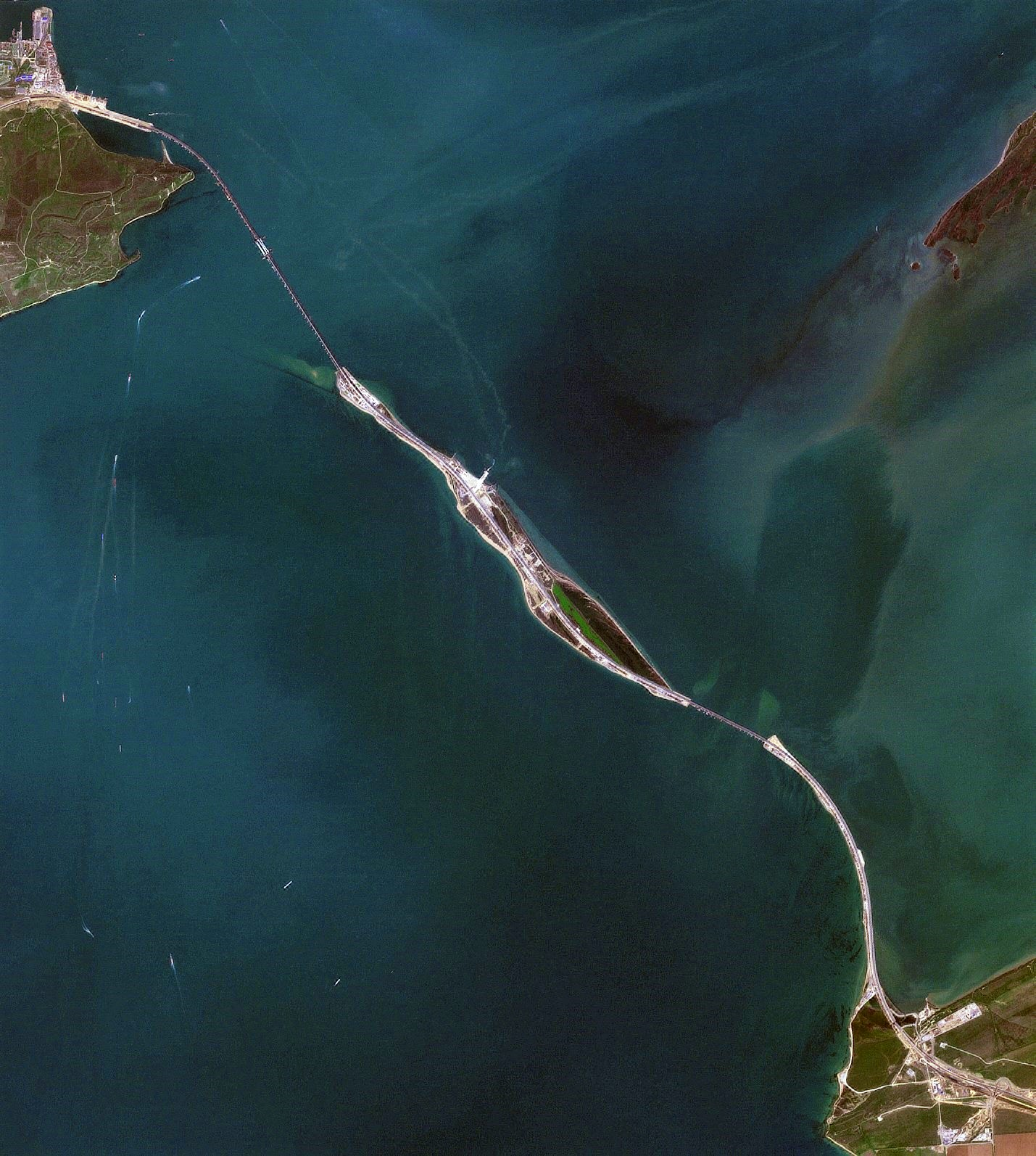
Vue spatiale du pont centrée sur l'île de Touzla. La Crimée est en haut à gauche, la péninsule de Taman en bas à droite.
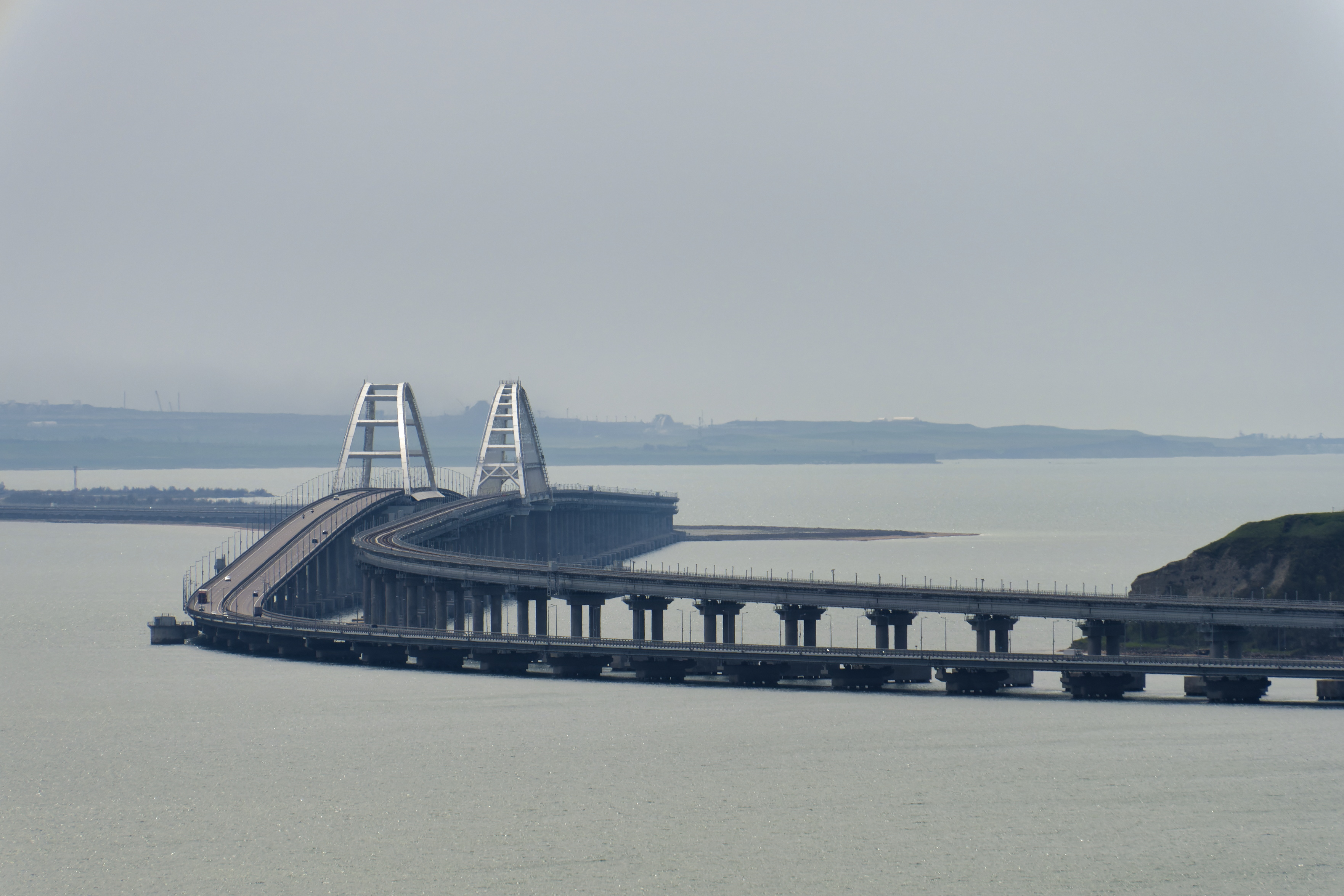
Le pont de Crimée.
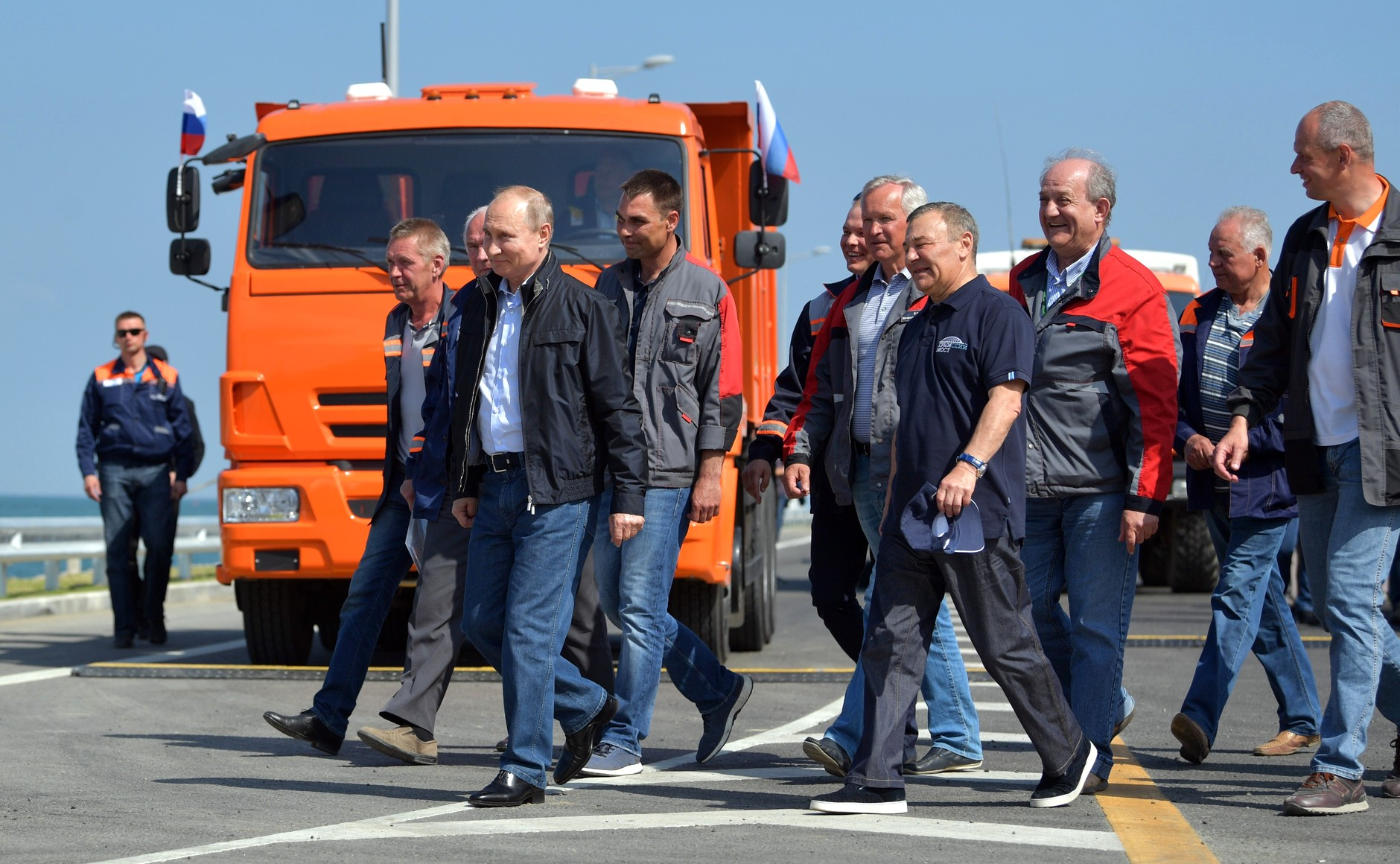
Inauguration du pont le 15 mai 2018.
- L'inauguration.